# Dzień Zwycięstwa (Malta)

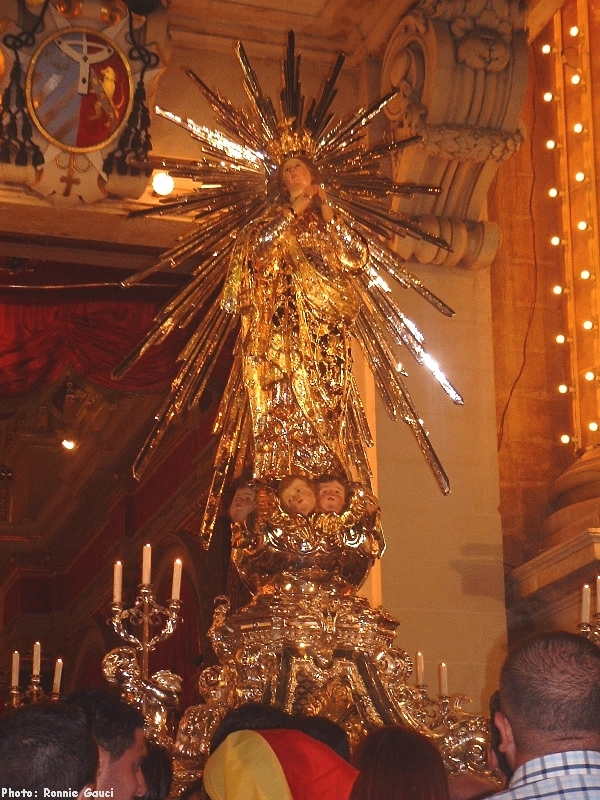
Madonna Il-Bambina z bazyliki w Isli

Dzień Zwycięstwa (ang. Victory Day) – święto narodowe na Malcie odbywające się 8 września. Lokalnie jest znane jako il-Vitorja (Zwycięstwo) oraz il-Bambina (Dziecię Maryja). Święto to upamiętnia następujące wydarzenia:
- zwycięstwo Rycerzy Maltańskich nad Turkami w 1565 roku, kończące Wielkie Oblężenie Malty;
- bunt przeciwko żołnierzom francuskim okupującym Maltę, we wrześniu 1800 r.;
- poddanie się Włoch w czasie II wojny światowej w 1943 roku i zwrócenie się przeciwko niedawnemu sojusznikowi – Niemcom.

W dzień ten jest również obchodzone katolickie święto Narodzenia Najświętszej Maryi Panny; wielkie festy i procesje urządzane są w Xagħra, Naxxar, Isla i Mellieħa.  
Tradycyjnie od roku 1878 regatta (wyścig łodzi dgħajsa), mająca miejsce w Grand Harbour, jest również urządzana w Dzień Zwycięstwa.